# Lintgen
Lintgen é uma comuna do Luxemburgo, pertence ao distrito de Luxemburgo e ao cantão de Mersch.

## Demografia
Dados do censo de 15 de fevereiro de 2001:
- população total: 2.226
  - homens: 1.113
  - mulheres: 1.113

- densidade: 145,97 hab./km²
- distribuição por nacionalidade:

| Nacionalidade  | População | %      |
| -------------- | --------- | ------ |
| luxemburgueses | 1.428     | 64,15% |
| estrangeiros   | 798       | 35,85% |
| - portugueses  | 472       | 21,20% |
| - franceses    | 29        | 1,30%  |
| - italianos    | 46        | 2,07%  |
| - belgas       | 56        | 2,52%  |
| - alemães      | 36        | 1,62%  |
| - iuguslavos   | 24        | 1,08%  |
| - outros       | 135       | 6,06%  |

- Crescimento populacional:

| Ano        | População |
| ---------- | --------- |
| 15/02/2001 | 2.226     |
| 01/01/2002 | 2.245     |
| 01/01/2003 | 2.303     |
| 01/01/2004 | 2.342     |
| 01/01/2005 | 2.405     |